# Gastrancistrus ater
Gastrancistrus ater är en stekelart som först beskrevs av Christian Gottfried Daniel Nees von Esenbeck 1834.  Gastrancistrus ater ingår i släktet Gastrancistrus och familjen puppglanssteklar. Inga underarter finns listade i Catalogue of Life.